# 谷崎義衛
谷崎 義衛（たにざき よしえ、1922年4月16日 - 2023年7月16日）は、日本の物理化学者。工学博士。東京工業大学、長岡技術科学大学名誉教授。新潟県長岡市出身。
延伸高分子膜法による偏光吸収スペクトルの測定技術の確立およびその結果の理論的解析のパイオニア。
主な著書に化学の話シリーズ4「気体の話」など。

## 人物・経歴
1950年、東京工業大学理学部化学科卒業。
1959年、東京工業大学助手。
1961年、東京工業大学工学博士。
1963年、東京工業大学助教授。
1969年、東京工業大学教授。
1978年、長岡技術科学大学教授。
1988年、長岡技術科学大学名誉教授。
1991年、東京工業大学名誉教授。
2023年7月16日、死去。享年101歳。

## 受章・叙勲歴
- 1998年 勲三等旭日中綬章受勲[3]

## 著書
- 化学の話シリーズ4「気体の話」ほか